# Oshakan
Oshakán (en armenio: Օշական) es una comunidad rural de Armenia ubicada en la provincia de Aragatsótn.
En 2009, tenía 5815 habitantes.
Es uno de los pueblos más antiguos de la provincia, pues era ya localidad importante en tiempos de la dinastía arsácida. La localidad alberga la catedral de San Mesrob Mashtóts del siglo XIX, donde se halla enterrado el monje Mesrob Mashtóts, el creador del alfabeto armenio.
Se ubica en la periferia suroccidental de Ashtarak, en el límite con la provincia de Armavir. La carretera H19 pasa por el pueblo.